# Tobias Gabriel Mayr
Tobias Gabriel Mayr   (1637 - 1707) fou un músic alemany del Barroc.
Estudià a la Universitat d'Altdorff, i per aconseguir el doctorat en filosofia, va escriure la memòria Disputatio musica de divisione monocordi et deducendis inde sonorum concinnorum speciebus (Altdorff, 1662).